# فخ الدخل المتوسط
فخ الدخل المتوسط هو حالة تنمية اقتصادية حيث يتعثر فيها البلد الذي يحقق دخلًا معينًا (بسبب مزايا معينة) عند هذا المستوى. تم تقديم هذا المصطلح من قبل البنك الدولي في عام 2006 وتم تعريفه على أنه بلدان «نطاق الدخل المتوسط» التي ظل نصيب الفرد فيها من الناتج القومي الإجمالي يتراوح بين 1000 دولار و12000 دولار بالأسعار الثابتة (2011).

## ديناميات
وفقًا لهذا المفهوم، يفقد البلد الذي يقع في فخ الدخل المتوسط قدرته التنافسية في تصدير السلع المصنعة بسبب ارتفاع الأجور. ومع ذلك، فهو غير قادر على مواكبة الاقتصادات الأكثر تقدمًا في السوق ذات القيمة المضافة العالية. نتيجة لذلك، لم تخرج الاقتصادات الصناعية الجديدة مثل جنوب إفريقيا والبرازيل، لعقود من الزمن، ما يعرفه البنك الدولي على أنه «نطاق الدخل المتوسط» نظرًا لأن نصيب الفرد من الناتج القومي الإجمالي ظل بين 1000 دولار و12000 دولار أمريكي بالأسعار الثابتة (2011). وتعاني هذه البلدان من انخفاض الاستثمار، وبطء النمو في القطاع الثانوي للاقتصاد والتنويع الصناعي المحدود وظروف سوق العمل السيئة.
من عام 1960 إلى عام 2010 ، نجا 15 اقتصادًا فقط من أصل 101 من الاقتصادات المتوسطة الدخل من فخ الدخل المتوسط، بما في ذلك هونغ كونغ وتايوان وسنغافورة وكوريا الجنوبية واليابان.

## تجنب
يتطلب تجنب فخ الدخل المتوسط تحديد استراتيجيات لإدخال عمليات جديدة وإيجاد أسواق جديدة للحفاظ على نمو الصادرات. من المهم أيضًا زيادة الطلب المحلي، لأن الطبقة الوسطى المتوسعة يمكنها استخدام قوتها الشرائية المتزايدة لشراء منتجات عالية الجودة ومبتكرة والمساعدة في دفع عجلة النمو.
يتمثل التحدي الأكبر في الانتقال من النمو المدفوع بالموارد القائم على العمالة الرخيصة ورأس المال الرخيص إلى النمو القائم على الإنتاجية العالية والابتكار. وهذا يتطلب استثمارات في البنية التحتية والتعليم - بناء نظام تعليمي عالي الجودة يشجع الإبداع ويدعم الاختراقات في العلوم والتكنولوجيا التي يمكن تطبيقها مرة أخرى في الاقتصاد. كما يعتبر تنويع الصادرات مهما للهروب من فخ الدخل المتوسط.